# Vernon Macklin
Vernon Leon Macklin (Portsmouth, 25 settembre 1986) è un ex cestista e allenatore di pallacanestro statunitense.

## Carriera
Dal 2009 al 2011 ha giocato con la maglia dei Gators dell'Università della Florida; nel suo anno da senior, Macklin ha concluso con la media di 11,6 punti e 5,4 rimbalzi a partita. Nel draft NBA 2011 viene scelto dai Detroit Pistons al secondo giro, come 52ª scelta assoluta.